# Tydźenska nowina

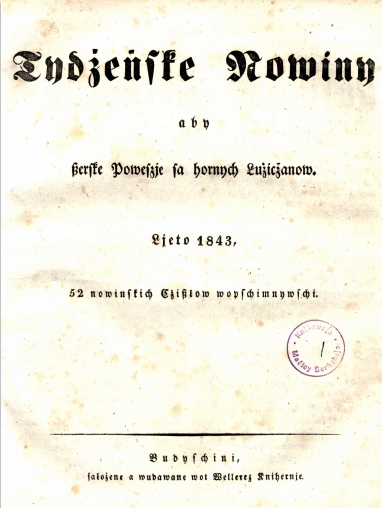
Titelblatt der Tydźenska nowina von 1843

Die Tydźenska nowina - Serbske powěsće za hornich Łužičanow (Wöchentliche Nachrichten – Sorbische Nachrichten für die Obersorben) war das Nachfolgeblatt der Jutnička und erschien erstmals im Jahre 1842. Redakteur war bis 1848 der Begründer der modernen sorbischen Dichtung Handrij Zejler, später Jan Arnošt Smoler. 
Die Zeitung entwickelte sich unter seiner Leitung zum Sprachrohr der sorbischen nationalen Bewegung und zur Verteidigung bürgerlich-demokratischer Rechte des sorbischen Volkes. 1852 übernahm Smoler neben der Redaktion auch die Herausgeberschaft.
Ab 1854 wurde das politische Wochenjournal in Serbske Nowiny umbenannt. Seit 1921 erscheinen die Serbske Nowiny als Tageszeitung.